# Xomotla
Xomotla är en ort i Mexiko.   Den ligger i kommunen Alto Lucero de Gutiérrez Barrios och delstaten Veracruz, i den sydöstra delen av landet, 250 km öster om huvudstaden Mexico City. Xomotla ligger 1 047 meter över havet och antalet invånare är 790.
Terrängen runt Xomotla är kuperad åt sydost, men åt nordväst är den bergig. Runt Xomotla är det ganska glesbefolkat, med 48 invånare per kvadratkilometer. Närmaste större samhälle är Alto Lucero, 6,0 km söder om Xomotla. I omgivningarna runt Xomotla växer huvudsakligen savannskog.